# サンエー経塚シティ
サンエー経塚シティ（サンエーきょうづかシティ）は、沖縄県浦添市経塚にあるサンエーが運営する総合スーパー（GMS）である。コンセプトは「ゆっくり、じっくり、とっておきの場所。」。

## 概要
所在地である浦添市経塚は、元々は1993年に市が小学校建設予定地として取得していたが、近年の少子化で生徒数の増加が見込めなくなったことから、学校建設そのものが中止となった。市が有償譲渡を条件に事業者を募集し、サンエーのほか、琉球ジャスコ（現・イオン琉球）と三菱地所の共同企業体で入札した結果、2007年3月にサンエーが落札し、事業者に選定された。
周囲が住宅地であることから、景観に配慮し、広域型の総合店舗では初めて屋上のシンボル看板を設置していない。

## 沿革
- 2007（平成19）年
  - 5月11日 - 「きょうづかシティ（仮）」の出店を発表[3]。
  - 11月14日 - 着工[4]。
- 2008（平成20）年11月19日 - 「経塚シティ」開店。
- 2014（平成26）年5月 - サンエー初となるネットスーパー事業を経塚シティエリアでスタート。

- 2015（平成27）年10月1日 - 営業時間を午後11時閉店に変更（一部テナントを除く）。
- 2020（令和2）年4月21日 - 営業時間を午後10時閉店に変更。なお、食品館は午後11時閉店。
- 2021（令和3）年2月19日 - 2階テナント跡に、サンエーが運営する「無印良品」オープン。

## 主なテナント
- エディオン（サンエー直営）
- スターバックスコーヒー
- ジンズ
- ミスタードーナツ
- ピッツェリア マリノ（サンエー直営）
- 和風亭（サンエー直営）
- ABCマート
- A&W
- ヴィレッジヴァンガード
- 宮脇書店
- 無印良品（サンエー直営）

## アクセス

### モノレール
- 沖縄都市モノレール線（ゆいレール）経塚駅から徒歩10分

### 路線バス
- 47番・てだこ線（沖縄バス）　●
- 87番・赤嶺てだこ線（沖縄バス）　●
- 191番・城間線（東陽バス）　■

●の路線は経塚シティー入口バス停下車徒歩約3分、■の路線は経塚バス停下車徒歩約3分